# Chelonibia manati
Chelonibia manati är en kräftdjursart som beskrevs av Henry Augustus Pilsbry 1916. Chelonibia manati ingår i släktet Chelonibia och familjen Chelonibiidae. Inga underarter finns listade i Catalogue of Life.